# Swansea and Mumbles Railway

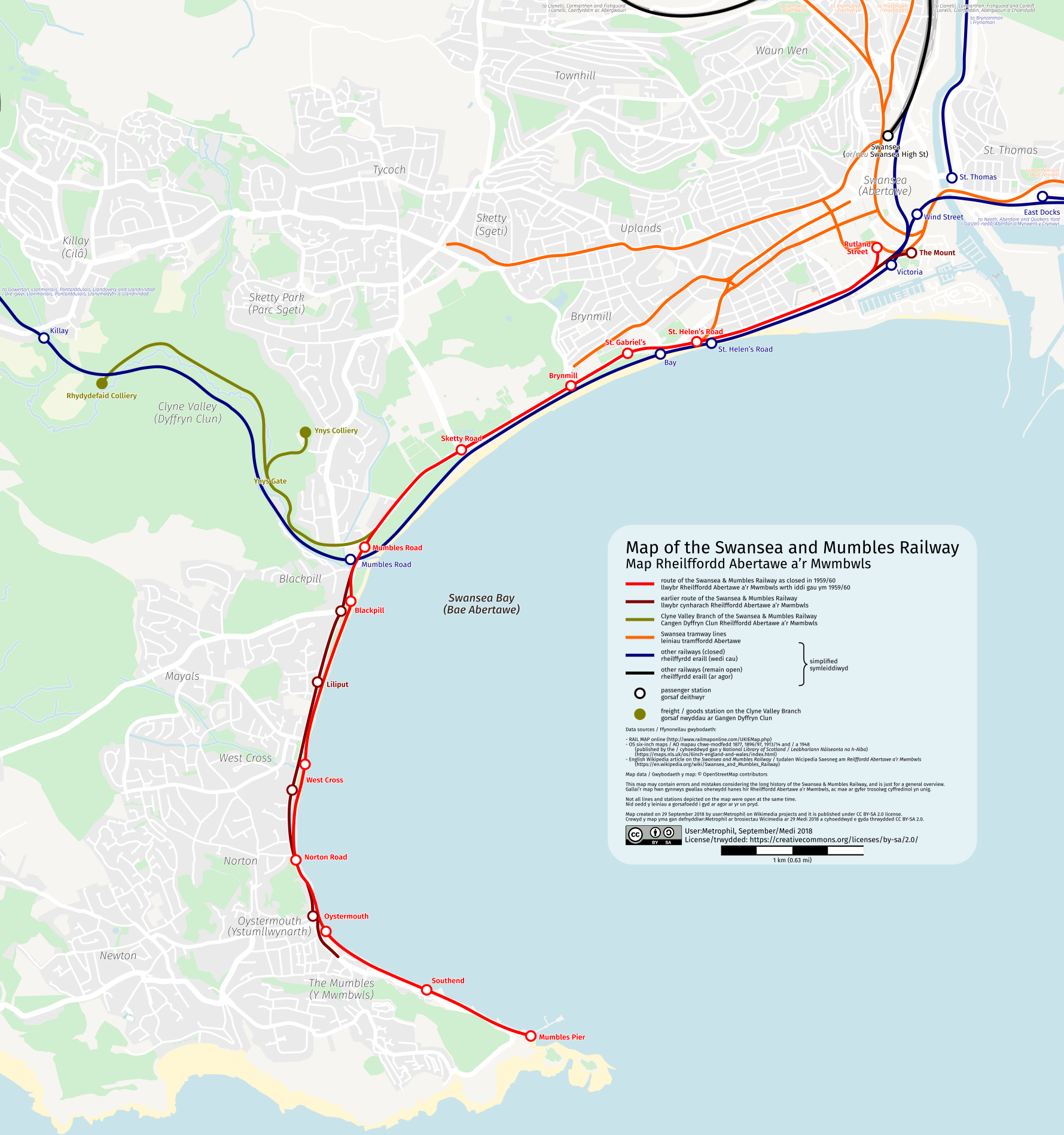
Mapa

A Swansea and Mumbles Railway foi o primeiro serviço ferroviário de vagão de passageiros do mundo, localizado em Swansea, País de Gales, Reino Unido.
Originalmente construído sob um Ato do Parlamento de 1804 para mover calcário das pedreiras de Mumbles para Swansea e para os mercados além, transportou os primeiros passageiros ferroviários pagantes do mundo sob um acordo em vigor a partir de 25 de março de 1807 para locomoção a vapor, e foi finalmente convertido em energia elétrica, usando os maiores bondes já construídos para serviço na Grã-Bretanha, antes de fechar em janeiro de 1960, em favor de ônibus motorizados.
No momento do fechamento da ferrovia, alegava-se que era a ferrovia mais antiga do mundo, embora essa distinção tenha que ser qualificada porque outras ferrovias que eram usadas exclusivamente para o tráfego de mercadorias (por exemplo, a Middleton Railway em Leeds, Yorkshire, datada de 1758) operava há mais tempo.